# Acridurus robustus
Acridurus robustus är en insektsart som beskrevs av Perez-gelabert, Dominici, Hierro och D. Otte 1995. Acridurus robustus ingår i släktet Acridurus och familjen gräshoppor. Inga underarter finns listade i Catalogue of Life.